# IS-Rückkehrer
IS-Rückkehrer ist die Bezeichnung für Personen, die zu den von der Terrororganisation Islamischer Staat (IS) besetzten Gebieten gereist und in ihre westlichen Heimatländer zurückgekehrt sind.

## Europa

### Dänemark
Laut dem dänischen Nachrichtendienst Politiets Efterretningstjeneste (PET) sind, Stand 2019, mindestens 158 Dänen ausgereist, um islamistische Gruppen wie den IS zu unterstützen. Ungefähr ein Drittel davon seien bei den bewaffneten Konflikten gestorben. Nach längeren Debatten in Dänemark holte die dänische Regierung am 7. Oktober 2021 drei dänische Frauen und ihre 14 Kinder aus Syrien nach Dänemark zurück.

### Deutschland
Laut dem Bundesamt für Verfassungsschutz (Stand 2019) soll sich die Anzahl deutscher Terroristen, die sich dem IS angeschlossen haben und in den Irak bzw. nach Syrien gereist sind, auf über 1050 Personen belaufen. Bei ungefähr der Hälfte liegen Erkenntnisse für aktive Teilnahme an den Kampfhandlungen vor. Rund 200 deutsche Staatsbürger sind bei den Kampfhandlungen ums Leben gekommen. Rund ein Drittel der IS-Anhänger befinden sich wieder in Deutschland, bei 110 von ihnen konnte eine aktive Kampfhandlung nachgewiesen werden.

#### Ein Beispiel: Jennifer W.
2014 reiste die damals 23-jährige Jennifer W. aus Lohne in den Irak aus, schloss sich dort dem IS an und heiratete einen irakischen IS-Kämpfer.
2015 kettete ihr irakischer Ehemann ein fünfjähriges jesidisches Mädchen (die kleine Reda), das er zusammen mit dessen Mutter (Nora T.) als Haussklavin gekauft hatte, an einem Fenstergitter im Hof des von Jennifer W. und ihrem Ehemann bewohnten Hauses bei Temperaturen von mindestens 45 °C in der prallen Sonne an, wo es qualvoll verdurstete. Das Kind hatte Enuresis und sollte auf diese Weise bestraft werden. Jennifer W. griff nicht ein, um dem Kind zu helfen, obwohl es ihr möglich und zumutbar gewesen wäre. Als das Kind weinte, drohte sie ihm mit dem Tod durch Erschießen, falls es nicht damit aufhöre. Zudem wurde bei einem späteren Gerichtsprozess als erwiesen angesehen, dass das Kind und dessen Mutter – insbesondere auch auf Betreiben von Jennifer W. hin – zuvor von ihrem Ehemann mehrfach schwer körperlich misshandelt wurden. 2015 kehrte Jennifer W. nach Deutschland zurück und schloss sich der salafistisch-dschihadistischen Szene an. 2018 wurde sie festgenommen und ab 2019 in Deutschland für ihre Taten vor Gericht gestellt.
In einem ersten Urteil des Oberlandesgerichts München (OLG München) vom Oktober 2021 wurde sie für ihre Taten zu insgesamt 10 Jahren Freiheitsstrafe verurteilt. Da die Bundesanwaltschaft gegen das ursprüngliche Urteil Revision einlegte, hob der Bundesgerichtshof (BGH) im März 2023 dieses erste Urteil in Teilen wieder auf, da er schwerere Straftaten als die beim ersten Urteil berücksichtigten Straftaten als ausreichend wahrscheinlich ansah. Der Prozess wurde deshalb 2023 an einem anderen Strafsenat des OLG München neu aufgerollt. Jennifer W. bestritt einen Teil der Taten aus dem ersten Gerichtsurteil nicht mehr. Zusätzlich gestand sie, der Mutter des getöteten Mädchens eine Waffe an den Kopf gehalten zu haben, als diese um ihre Tochter weinte, um sie dazu zu zwingen, das Weinen zu beenden. Im August 2023 wurde Jennifer W. schließlich wegen Verbrechen gegen die Menschlichkeit durch Versklavung mit Todesfolge, Beihilfe zum versuchten Mord eines fünfjährigen Mädchens durch Unterlassen, Beihilfe zu Kriegsverbrechen und der Mitgliedschaft in einer terroristischen Vereinigung zu insgesamt 14 Jahren Freiheitsstrafe verurteilt. Der Ehemann von Jennifer W. wurde am Oberlandesgericht Frankfurt am Main angeklagt und im November 2021 wegen Völkermordes und Kriegsverbrechen mit Todesfolge zu lebenslanger Freiheitsstrafe verurteilt.